# Barkhausen (Büren)
Barkhausen ist eine südliche Ortschaft der Stadt Büren in Nordrhein-Westfalen. Das 128 Einwohner zählende Dorf hat eine Gesamtfläche von 6,15 km² (Stand 31. Dezember 2019). Der Ortsvorsteher ist Johannes Wördehoff.

## Geografie
Barkhausen liegt etwa vier Kilometer von Büren entfernt am Rande des Almetals. 

## Geschichte
Die Ortschaft Barkhausen wurde im Jahre 1024 zum ersten Mal urkundlich als „Siedlung im Almegau“ erwähnt.  Im Westfälischen Urkundenbuch 2 XX wird erwähnt, dass eine Holzkirche, die früher von einem Adligen namens Sidag errichtet worden war und später dem Bistum Paderborn gegeben wurde, zur Zeit Bischof Luithards zwischen 862 und 884 aus Stein neu erbaut wurde.
Barkhausen gehörte bis zu den Napoleonischen Kriegen zur Herrschaft Büren im Hochstift Paderborn. Im Königreich Westphalen bildete der Ort von 1807 bis 1813 eine Gemeinde im Kanton Büren des Distrikts Paderborn im Departement der Fulda. 1816 kam die Gemeinde Barkhausen zum neuen Kreis Büren, in dem sie bis 1895 zum Amt Büren und danach bis 1974 zum Amt Büren-Land gehörte. Am 1. Januar 1975 wurde Barkhausen in die Stadt Büren eingegliedert.